# На старт! (телесериал)
«На старт» (англ. Go On) — американский комедийный телесериал, повествующий о спортивном комментаторе Райане Кинге, жизнь которого меняется после потери супруги. Пилотный эпизод вышел в эфир на телеканале NBC 8 августа 2012 года, а с 11 сентября сериал начал транслироваться регулярно по вторникам в 9 часов вечера по восточному времени. 10 мая 2013 года канал закрыл сериал после одного сезона.

## В главных ролях
- Мэттью Перри — Райан Кинг
- Лаура Бенанти — Лорен Беннет
- Джули Уайт — Энн
- Сьюзи Накамура — Иоланда
- Тайлер Джеймс Уильямс — Оуэн
- Бретт Гельман — Мистер К.
- Саймон Филлипс — Робин
- Джон Чо — Стивен
- Сара Бейкер — Соня
- Эллисон Миллер — Кэри

## Производство
В январе 2012 года NBC заказал пилотный эпизод сериала. 20 апреля стало известно, что сезон будет состоять из 13-ти эпизодов. 2 октября 2012 года телеканал продлил сезон до 22-х эпизодов.

## Обзор сезонов
| Сезон | Сезон | Количество эпизодов | Премьера первого эпизода | Премьера последнего эпизода | Дата выхода DVD | Дата выхода DVD | Дата выхода DVD | Количество зрителей (млн) |
| Сезон | Сезон | Количество эпизодов | Премьера первого эпизода | Премьера последнего эпизода | Регион 1        | Регион 2        | Регион 4        | Количество зрителей (млн) |
| ----- | ----- | ------------------- | ------------------------ | --------------------------- | --------------- | --------------- | --------------- | ------------------------- |
|       | 1     | 22                  | 8 августа 2012           | н/д                         | н/д             | н/д             | н/д             | н/д                       |

## Список эпизодов
| № | №  | Название                                                                        | Режиссёр(ы)          | Сценарист(ы)                                                            | Дата показа в США | Код серии | Зрители |
| --- | -- | ------------------------------------------------------------------------------- | -------------------- | ----------------------------------------------------------------------- | ----------------- | --------- | ------- |
| 1 | 1  | «Pilot» «Пилотный эпизод»                                                       | Тодд Холланд         | Скотт Сильвери                                                          | 8 августа 2012    | 101       | 16,10   |
| Райан Кинг - спортивный комментатор на радио, который считает, что он готов вернуться к работе после смерти жены. Он неохотно посещает психологическую группу поддержки, на которой настоял его босс Стивен. Раннее решение Райана вернуться на работу оказывается пагубным, и он понимает, что, возможно, групповая терапия - это то, в чём он нуждается сейчас. |    |                                                                                 |                      |                                                                         |                   |           |         |
| 2 | 2  | «He Got Game, She Got Cats» «Ему — игра, ей — коты»                             | Энди Акерман         | Лесли Уэйк Уэбстер                                                      | 11 сентября 2012  | 102       | 9,73    |
| Райан побуждает членов группы к действию, начиная с Сони, которая бросает своего друга Джейсона и заводит ещё одну кошку, "Пушистого Джейсона", не осознавая, что не может остановиться, и кошек становится всё больше. Джордж опустошён, узнав, что его исторически ценный баскетбольный мяч с автографом исчез из его домашней коллекции. А Райан из-за непереносимости одиночества крадёт личное время своей личной помощницы Кэрри. |    |                                                                                 |                      |                                                                         |                   |           |         |
| 3 | 3  | «There’s No „Ryan“ In Team» «В команде нет „Райана“»                            | Тодд Холланд         | Скотт Сильвери                                                          | 18 сентября 2012  | 103       | 9,28    |
| Райан расстраивает группу, игнорируя их в присутствии своих коллег и не посещая их совместные внегрупповые мероприятия. Стивен видит, что его друг делает успехи, и уговаривает Райана ассимилироваться с группой, которая поддерживает Райана в его самое трудное время суток, 1:23 ночи, а также в церемонии, организованной его садовником. |    |                                                                                 |                      |                                                                         |                   |           |         |
| 4 | 4  | «Bench-Clearing Bawl» «Освобождающий скамью крик»                               | Джейми Бэббит        | Лиз Бриксиус                                                            | 25 сентября 2012  | 104       | 6,90    |
| Райан пытался войти в хоккейную команду Джереми Роеника в течение многих лет, но Стивен использует в качестве козыря умершую жену, чтобы выбить приглашение, в то время, как Райан не знает, что это - жест сочувствия. Он соглашается помочь Энн, став её "плюс один" на лесбийской свадьбе. Также у Райана случается срыв после расставания со швейной машинкой Джени. |    |                                                                                 |                      |                                                                         |                   |           |         |
| 5 | 5  | «Do You Believe in Ghosts… Yes!» «Веришь ли ты в призраков… Да!»                | Майкл Энглер         | Мэтью Харавиц                                                           | 2 октября 2012    | 105       | 5,82    |
| Райану видится его умершая жена Джени, побуждающая его проявить заботу о себе. Узнав, что Стивен был брошен месяц назад, Райан решает помочь ему завести новое знакомство, но в итоге верным средством оказывается просто вечер, проведённый с лучшим другом. Группа обнаруживает, что у Лорен тоже есть проблемы, и поддерживает её в сдаче экзамена на агента по операциям с недвижимостью. |    |                                                                                 |                      |                                                                         |                   |           |         |
| 6 | 6  | «Big League Chew» «Большая Лига Жующих»                                         | Миллисент Шелтон     | Деннис МакНиколас                                                       | 9 октября 2012    | 106       | 6,65    |
| Райан отрицает, что его недавно обнаруженное пристрастие к еде связано с его горем. Также он пытается помочь Дэнни расстаться с его выдуманным миром, в который он постоянно убегает от действительности, когда ей слишком трудно противостоять. Команда поддержки начинает проявлять порой излишний интерес и внимание к своей ведущей. |    |                                                                                 |                      |                                                                         |                   |           |         |
| 7 | 7  | «Any Given Birthday» «Любой День Рождения»                                      | Кевин Даулинг        | Джон Поллак И Скотт Сильвери                                            | 23 октября 2012   | 107       | 6,12    |
| Райану никогда не нравились Дни Рождения, даже когда Джени пыталась делать их особенными. Чтобы помочь Райану с его первым Днём Рождения со смерти жены, Иоланда устраивает для группы "охоту на мусор", основанную на его жизни. Райан позволяет Соне заботиться о Стивене, оправляющегося от колоноскопии. Энн и г-н К обнаруживают общую страсть к мюзиклам. |    |                                                                                 |                      |                                                                         |                   |           |         |
| 8 | 8  | «Videogame, Set, Match» «Видеоигра, Сет, Матч»                                  | Тодд Холланд         | Лесли Уэйк Уэбстер                                                      | 13 ноября 2012    | 108       | 6,09    |
| Райан пытается взять Оуэна под своё крыло (играя с ним в видеоигры ночи напролёт), хотя мать Оуэна не уверена, что Райан действительно помогает. Иоланда объявляет, что она готова покинуть группу, но жалеет о своём решении на церемонии, хотя и проходит её под всеобщим давлением, чтобы показать Лорен успешность её методик избавления от депрессии. |    |                                                                                 |                      |                                                                         |                   |           |         |
| 9 | 9  | «Dinner Takes All» «Всё Решает Обед»                                            | Кен Уиттингэм        | сценарий: Лиз Бриксиус, постановка: Лесли Уэйк Уэбстер                  | 20 ноября 2012    | 110       | 6,20    |
| Когда Эми (Лорен Грэм) приезжает к своим старым друзьям по колледжу Райану и Стивену, они неожиданно начинают биться за её расположение. Тем временем, Райан приглашает группу поддержки в офисы K-Компани на День Благодарения, мама Оуэна испытывает квалификацию Лорен, а дети Энн впервые в своей жизни встречают Райана. |    |                                                                                 |                      |                                                                         |                   |           |         |
| 10 | 10 | «Back, Back, Back... It's Gone» «Спина, Спина, Спина... Прошло.»                | Тодд Холланд         | Деннис МакНиколас                                                       | 27 ноября 2012    | 111       | 6,06    |
| Когда Райан решает, что пора снова начать встречаться, Мисти Мэй-Трейнор предлагает свою помощь и приглашает его сыграть в пляжный волейбол с её друзьями. В то же самое время, Джордж преодолевает возрастной порог, некогда предсказанный его врачами, и готов отпраздновать это, а у Дэнни возникают некоторые чувства к Соне. |    |                                                                                 |                      |                                                                         |                   |           |         |
| 11 | 11 | «The World Ain't Over 'Till It's Over» «Конца Света Нет, Пока Всё Не Кончилось» | Кевин Даулинг        | сценарий: Сет Рааб и Николас Дерроу, постановка: Мэттью Харавитц        | 4 декабря 2012    | 112       | 6,67    |
| Когда группа выбирает дату своей праздничной вечеринки, выясняется, что она выпадает как раз на день конца света, чему так верит г-н К, Райан приглашает Энн отправиться в ежегодный тур по винной стране вместе с ним, Стивеном и их подругой, а Лорен беспокоится, что её друг наконец решился задать ей волнующий её вопрос. |    |                                                                                 |                      |                                                                         |                   |           |         |
| 12 | 12 | «Win At All Costas» «Победить Любой Ценой»                                      | Майкл Леманн         | сценарий: Мэттью Харавитц постановка: Сет Рааб и Николас Дерроу         | 8 января 2013     | 109       | 4,29    |
| Когда Райану предлагают прослушивание на участие в телевизионном шоу его кумира Боба Костаса, г-н К. неожиданно для себя находит новую цель в жизни после завершения его проекта. Несдержанный и сварливый характер Энн внезапно становится причиной первого фиаско, о котором она впоследствии по-настоящему сожалеет. |    |                                                                                 |                      |                                                                         |                   |           |         |
| 13 | 13 | «Gooooaaaallll Doll!» «Вот Это Куколка!»                                        | Тодд Холланд         | Лесли Уэйк Уэбстер                                                      | 15 января 2013    | 113       | 4,45    |
| Райан решает вернуться к свиданиям и ввязывается в неожиданное соревнование с Шоном Уайтом из-за итальянской актрисы и подруги Кэрри, отбившей у той всех парней, по имени Ханна (Назанин Бониади). Группа в очередной раз ставит эффективность методики Лорен под сомнение, увлекаясь психотерапевтическими куклами Иоланды. |    |                                                                                 |                      |                                                                         |                   |           |         |
| 14 | 14 | «Comeback Player of the Year» «Вернувшийся Игрок Года»                          | Эрик Эйппл           | Джон Поллак И Скотт Сильвери                                            | 22 января 2013    | 114       | 3,97    |
| Когда Симона (Пайпер Перабо) - бывший член группы - возвращается в поисках помощи, Райан чувствует себя взволнованным о своём статусе лидера в группе, который находится под угрозой. Г-н К. в очередной раз приходит на помощь своему любимчику Райану, хотя его об этом не просят, а Дэнни занят бракоразводным процессом. |    |                                                                                 |                      |                                                                         |                   |           |         |
| 15 | 15 | «Pass Interference» «Неожиданное Вмешательство»                                 | Джейми Бэббит        | Мэттью Харавитц И Лесли Уэйк Уэбстер                                    | 29 января 2013    | 115       | 3,95    |
| После того, как Райан начинает встречаться с Симоной, его преследует призрак Джени, который начинает вновь появляться во время интимных моментов между ним и Симоной. Тем временем, остальная часть группы решает купить Лорен подвенечное платье, полагаясь на Оуэна, который помог бы в выборе наряда в качестве её дублера. |    |                                                                                 |                      |                                                                         |                   |           |         |
| 16 | 16 | «Go Deep» «Загляни Внутрь Себя»                                                 | Линда Мендоза        | Мэттью Харавитц И Лесли Уэйк Уэбстер                                    | 19 февраля 2013   | 116       | 3,30    |
| Террелл Оуэнс получает работу временного секретаря в K-Компани. Райан, Симона и г-н К начинают совместное посещение медитационных курсов по инициативе Симоны. В это же время, личности многих участников психологической группы поддержки под руководством Лорен вдруг начинают проявлять себя с невиданных доселе сторон. |    |                                                                                 |                      |                                                                         |                   |           |         |
| 17 | 17 | «Ring and a Miss» «Кольцо И Дама»                                               | Тодд Холланд         | Билл Коллахан И Деннис МакНиколас                                       | 26 февраля 2013   | 117       | 3,17    |
| Райан предлагает Симоне переехать к нему, хотя сам он не в состоянии выполнить её просьбу и избавиться от своего обручального кольца. Стивен становится союзником Лорен в нежелании видеть Райана и Симону вместе. Г-н К. вызывается добровольцем и помогает Энн, когда та подолгу задерживается в суде, присматривать за детьми. |    |                                                                                 |                      |                                                                         |                   |           |         |
| 18 | 18 | «Double Down» «Двойной Ниц»                                                     | Майкл Леманн         | Сет Рааб и Николас Дерроу                                               | 5 марта 2013      | 118       | 3,07    |
| Прибывает чек на страховку Джени. Райан Кинг снова начинает играть на деньги после того, как Фауста берёт его с собой на церковную партию лото. К вящему неодобрению Лорен, он неожиданно вовлекает в свою игорную деятельность и остальную часть группы. Энн встречается с продавщицей из книжного магазина по имени Бриттни (Энни Хейс). |    |                                                                                 |                      |                                                                         |                   |           |         |
| 19 | 19 | «Go For The Gold Watch» «Следуй За Золотыми Часами»                             | Тодд Холланд         | сценарий: Деннис МакНиколас постановка: Билл Коллахан И Мэттью Харавитц | 19 марта 2013     | 119       | 2,87    |
| Райан обходит Эль Мандрила в рейтингах на лучшую радиопередачу в Лос-Анджелесе, но успех не приносит ему счастья. Приходят бумаги на развод Дэнни, и, видя возможность помочь другу как внутреннее счастье, Райан пробует соединить Дэнни с Соней. Алгоритм совместимости г-на К для truesoulm8.com показывает, что Лорен и Стивен - пара на 99%. Оуэн и Энн объединяются, чтобы разузнать о г-не К и обнаруживают, что он провалил прослушивание на роль Уэсли в Г-не Бельведере. |    |                                                                                 |                      |                                                                         |                   |           |         |
| 20 | 20 | «Matchup Problems» «Проблемы Совместимости»                                     | Бетт МакКарти-Миллер | сценарий: Билл Коллахан постановка: Джон Поллак И Скотт Сильвери        | 26 марта 2013     | 120       | 5,12    |
| Энн и Райан горячо и активно соперничают за внимание их общей новой знакомой - вдовы Тали (Кортни Кокс). Иоланда едет на Азиатский Христианский Круиз Для Одиноких Людей, но не имеет там особого успеха, вследствие чего Лорен быстро находит решение и, через веб-камеру, предлагает ей быть её спутницей на судовой вечеринке. |    |                                                                                 |                      |                                                                         |                   |           |         |
| 21 | 21 | «Fast Breakup» «Быстрый Разрыв»                                                 | Эрик Эйппл           | Лесли Уэйк Уэбстер И Мэттью Харавитц                                    | 4 апреля 2013     | 121       | 2,45    |
| Обнаружив, что Кэрри влюблена в него без памяти, Райан использует костюм талисмана K-Компани, чтобы избежать разговора с ней. Женщины в группе, наряду с г-ном К, устраивают Лорен девичник. Райан пытается помочь Лорен порвать с Уайетом, но, не устояв перед его очарованием, поёт с ним и ест испечённый им хлеб. Кэрри оставляет K-Компани, чтобы устранить любой конфликт в потенциальных отношениях между собой и Райаном. |    |                                                                                 |                      |                                                                         |                   |           |         |
| 22 | 22 | «Urn-ed Run» «Пустые Хлопоты»                                                   | Линда Мендоза        | сценарий: Билл Коллахан постановка: Джон Поллак И Скотт Сильвери        | 11 апреля 2013    | 122       | 2,67    |
| Райан развеивает прах Джени на мосту, Стивен поёт "Мои Башмаки". Недоверие г-на К выявляет, что Райан развеял бисквитную смесь. Участники признают, что они также не преуспели в своих делах ввиду неэффективности группы Лорен. Соня и Иоланда жалеют её и оплакивают несуществующего друга. Г-н К и Энн крадут прах Джени, намереваясь рассеять его на мосту, но в инциденте на бензоколонке урна разбивается. Райан расстроен, но, благодаря воспоминаниям о свадьбе, Лорен помогает ему понять, что Джени хотела не чего-то экстравагантного, а, наоборот, личного. В конце концов, Райан рассеивает остатки праха Джени на спортивном поле, куда он её отвёл, чтобы снять стресс от пышной свадьбы, а группа собирается у костра. |    |                                                                                 |                      |                                                                         |                   |           |         |